# 東通村役場
座標: 北緯41度16分40.4秒 東経141度19分45.7秒 / 北緯41.277889度 東経141.329361度

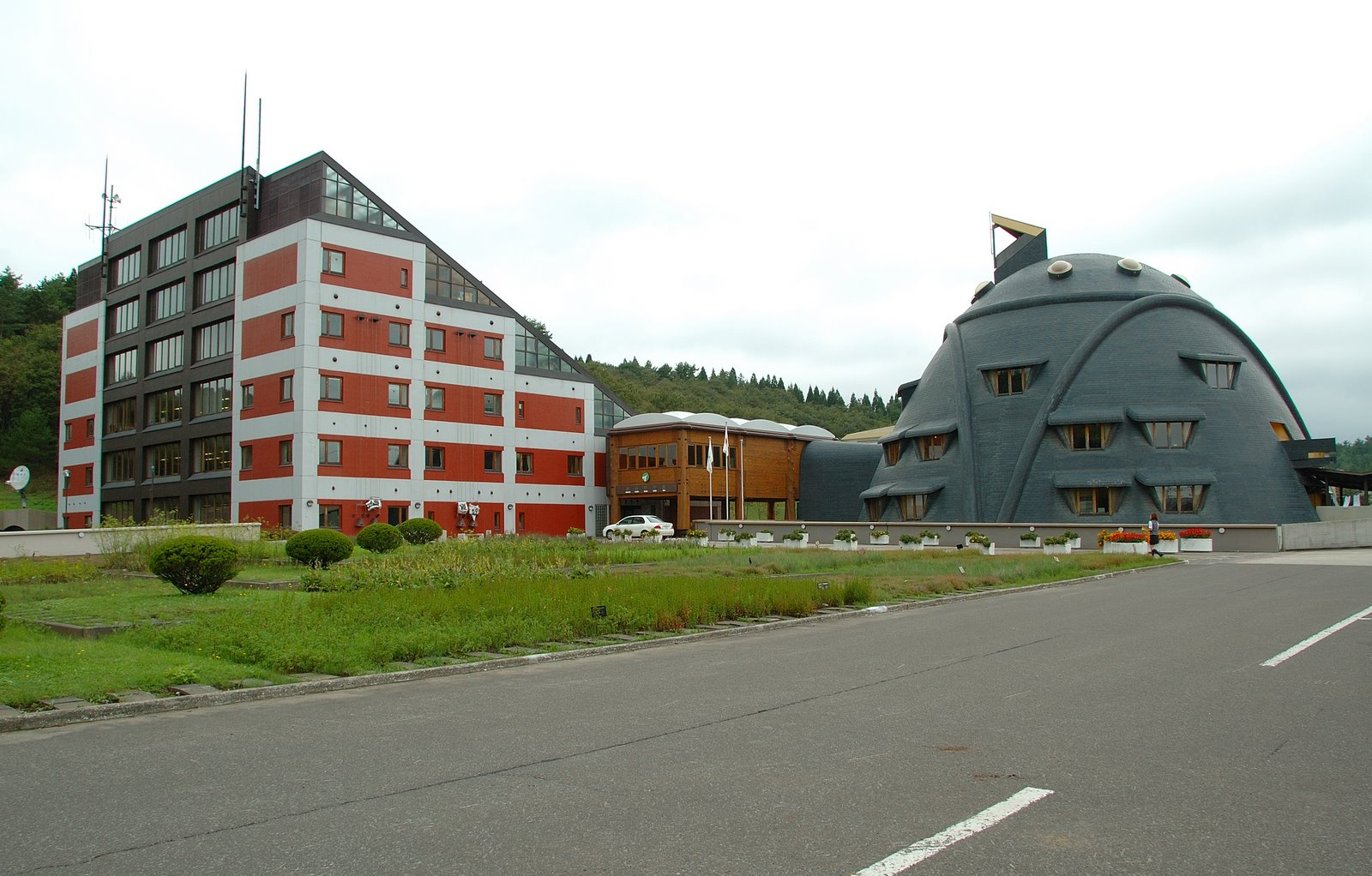
東通村役場（左）と村議会議事堂・交流センター（右）。

東通村役場（ひがしどおりむらやくば）は、日本の地方公共団体である東通村の執行機関としての事務を行う施設（事務所）である。

## 概要
東通村の区域はかつて陸奥国下北郡に属し、廃藩置県により斗南藩の所領から青森県下北郡の所属となった後の1889年、前年施行の町村制に基づく東通村として設置した。以後、現在に至るまで一度も隣接する市町村との市町村合併を行わず単独の村として存続している。
村の設置当初、村内には複数の集落が点在しており中心市街と呼べる区域が形成されていなかったことや道路が未整備であったことから、事務所を隣接する田名部村（1899年に町制施行し田名部町、現在のむつ市）に置いた。地方公共団体の区域外に事務所を設置した町村はこの当時、極めて異例であった。
旧事務所は青森県道177号海老川新町線沿い（現在のむつ消防署の近く）に在り、こうした特殊な体制は20世紀に入っても長く続けられたが、1975年には国道338号が村内に開通して交通の便が良くなったことも有り、1988年に村政施行100周年記念事業として村内の砂子又地区へ役場を新築・移転し、村外に事務所を置く特殊な体制は終わりを告げた。
事務所は地上5階・地下1階構造で高さ24メートル、屋根が26度傾斜角で直角三角形状となっている。隣接するドーム状態の構造物は村議会議事堂を併設した交流センターで、役場とは村特産のヒバを建材に使用した渡り廊下で繋がっている。交流センターの裏手には村立体育館も在り、いずれの施設も建設に際して東通原子力発電所誘致に対する電源三法交付金が主な原資に充てられている。

## 所在地
- 郵便番号 039-4292
- 青森県下北郡東通村大字砂子又字沢内5番地34号

## 受賞歴
- 日本都市計画学会 計画設計賞（1989年）[4]
- 照明学会 優秀照明施設賞（1990年）